# Kranjske deželne elektrarne
Kranjske deželne elektrarne so nekdanje elektroenergetsko podjetje v Sloveniji, s sedežem v Ljubljani. 
Podjetje je bilo ustanovljeno leta 1915 in leta 1945 nacionalizirano in vključeno v novoustanovljene Državne elektrarne Slovenije.
Primarna elektrarna podjetja je bila Hidroelektrarna Završnica.